# Cyperus algeriensis
Cyperus algeriensis är en halvgräsart som beskrevs av Väre och Ilkka Toivo Kalervo Kukkonen. Cyperus algeriensis ingår i släktet papyrusar, och familjen halvgräs.
Artens utbredningsområde är Algeriet. Inga underarter finns listade i Catalogue of Life.